# Rémi Bezançon
Rémi Bezançon (Parijs, 25 maart 1971) is een Frans regisseur.
In 2005 realiseerde hij Ma vie en l'air, met Vincent Elbaz in de hoofdrol.
Maar succes boeken deed hij pas in 2008 met Le premier jour du reste de ta vie, waarvoor hij op onder andere Déborah François beroep kon doen. De film sleepte negen nominaties voor de Césars in de wacht, waaronder die voor beste regie, en kon er drie verzilveren.
Bezançon bracht in 2011 Un heureux évènement uit, naar een boek van Eliette Abecassis.